# Bitwa o Kcynię
Bitwa o Kcynię – starcie zbrojne, które odbyło się w miejscowości Kcynia w nocy 7/8 maja 1848 pomiędzy powstańcami wielkopolskimi a żołnierzami pruskimi. Była to jedyna regularna bitwa w czasie powstania wielkopolskiego na Pałukach.

## Przebieg
Na wieść o sukcesie powstańców Ludwika Mierosławskiego w bitwie pod Sokołowem 2 maja, na dużym obszarze Wielkopolski zaczęła tworzyć się polska partyzantka, która chciała ułatwić głównym siłom wyzwalanie okolicznych miejscowości. Oddziały partyzanckie zebrały się pod Szubinem oraz na południe od Kcyni (powstańcy z Gołańczy, Wągrowca i Łekna). 7 maja siły te – głównie kosynierzy – podeszły pod miasto od wschodu i południa, przeprowadzając w nocy atak. Garnizon miasta składał się jedynie z jednej kompanii piechoty, która nie spodziewała się szturmu. Po krótkiej walce Prusakom udało się jednak wycofać na południowy wschód, do Miastowic.
Zajęcie Kcyni było największym sukcesem powstańców na Pałukach, jednak brak dobrej komunikacji i wyszkolenia sprawił, że przed bitwą miasto nie zostało otoczone przez Polaków i tym samym część garnizonu zdołała umknąć. Mimo to schwytano 10 jeńców. W ręce partyzantów wpadło też 40 karabinów.
Poległych powstańców pochowano w zbiorowej mogile, znajdującej się współcześnie na terenie miasta. Wydarzenia z 1848 przeszły do historii regionu jako tzw. „powstanie kosynierów kcyńskich”.